# Edmond Dubois-Crancé

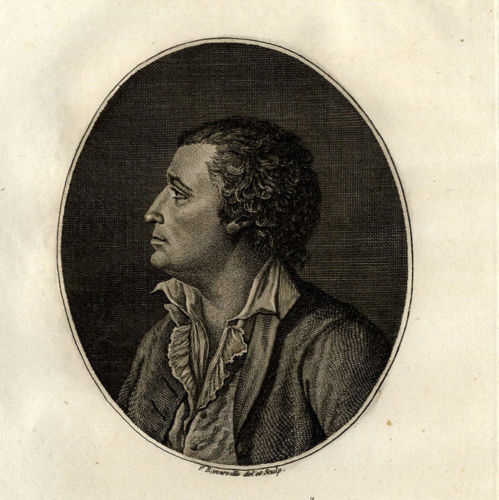
Edmond Dubois-Crancé

Edmond Louis Alexis Dubois-Crancé (* 24. Oktober 1746 in Charleville im Département Ardennes; † 29. Juni 1814 in Rethel im Département Ardennes) war ein französischer Politiker und General während der Französischen Revolution und im Jahr 1799 der letzte Kriegsminister des Direktoriums.

## Leben
Edmond Dubois-Crancé wurde als Sohn eines vermögenden Beamten, der in die Noblesse de robe aufgestiegen war, geboren. Er diente von 1762 bis 1775 in einer Kompanie königlicher Musketier  und seit 1776 als Sous-lieutenant in der königlichen Leibgarde.
Dubois-Crancé wurde vom Dritten Stand des Wahlbezirks Vitry-le-François am 21. März 1789 zum Abgeordneten der Generalstände (États généraux) gewählt. Er nahm am 20. Juni 1789 am Ballhausschwur teil und zählte danach zu den Linken in der Konstituante. Dubois-Crancé gehörte mehreren Ausschüssen an und engagierte sich im Finanzausschuss für eine umfassende Reform des Steuersystems. Im Militärausschuss beteiligte er sich maßgeblich an der Reorganisation der Armee. Die Armee des Ancien Régime, die nur Adligen eine Offizierskarriere ermöglichte und in der viele ausländische Söldner dienten, sollte schrittweise durch eine Nationalgarde ersetzt werden, in die jeder französische Bürger eintreten konnte. Am 12. Dezember 1789 schlug Dubois-Crancé den Abgeordneten der Konstituante vor, die allgemeine Wehrpflicht einzuführen. Dies wurde jedoch abgelehnt. Außerdem forderte er die Freiheit für jeden Sklaven, der französischen Boden betrat oder in den französischen Kolonien lebte.
Nach der Auflösung der Konstituante im September 1791 sollte Dubois-Crancé zum Maréchal de camp ernannt werden. Er verzichtete auf diese Würde, da er sich nicht den Befehlen La Fayettes unterstellen wollte. Stattdessen zog es Dubois-Crancé vor, den aktiven Militärdienst als einfacher Grenadier aufzunehmen. Im September 1792 wählte ihn sein Heimatdépartement Ardennes in den Nationalkonvent. Er zählte zu den Anhängern der Montagne und gehörte dem Verteidigungsausschuss an. Im Januar 1793 stimmte er für den Tod Ludwigs XVI. Zuvor war er am 4. Januar in den Allgemeinen Verteidigungsausschuss berufen worden.
Dubois-Crancé organisierte seit Anfang 1793 die Armee neu. Vom 21. Februar bis zum 7. März 1793 amtierte er als Präsident des Nationalkonvents. Am ersten Tag seiner Präsidentschaft ließ er das Gesetz über das Amalgam, das seine Ideen zur Neugestaltung der Armee beinhaltete, beschließen. Dubois-Crancé erkannte als einer der Ersten, dass die größte Schwäche der französischen Armee ihre Trennung in Linienregimenter des ehemaligen königlichen Heeres und in Freiwilligenbataillone war. Die Liniensoldaten wurden für mehrere Jahre zum Dienst verpflichtet, die Freiwilligen wurden dagegen nur für einen Feldzug eingezogen. Sie unterlagen einer weniger rigorosen Disziplin, erhielten einen höheren Sold und wählten ihre Offiziere selbst. Wegen dieser Unterschiede kam es häufig, auch zu blutigen, Auseinandersetzungen zwischen den nach der Farbe ihrer Uniformhosen benannten Weißen und Blauen. Die Ausweitung des Krieges erforderte, diese Unterschiede aufzuheben und dadurch die Kampfkraft der Armee zu erhöhen. Dubois-Crancé schlug dem Nationalkonvent schon am 7. Februar 1793 vor, ein Linienregiment, zwei Freiwilligenbataillone und eine Artilleriekompanie zu einer Halbbrigade zu „verschmelzen“ (frz.: amalgamer). Außerdem sollten die Soldaten einheitliche Uniformen tragen. Das Gesetz über das Amalgam blieb aber umstritten, die Montagne befürwortete es, die Mehrheit der Girondisten lehnte es ab. Erst Anfang 1796 setzte sich das Gesetz in der gesamten Armee durch.
Edmond Louis Alexis Dubois-Crancé gehörte seit dem 6. April 1793 dem Wohlfahrtsausschuss an und im August 1793 brach er als Repräsentant in Mission zur Alpenarmee auf. Er sollte General Kellermann bei der Belagerung des aufrührerischen Lyon unterstützen. Aufgrund seiner fehlenden Härte gegenüber den/m politischen Gegner(n) wurde Dubois-Crancé am 6. Oktober 1793, drei Tage vor dem Fall Lyons, abberufen und musste sich danach vor dem Wohlfahrtsausschuss rechtfertigen. Dies vermochte er, denn schon im November 1793 erfolgte seine Beförderung zum Divisionsgeneral. Im Februar 1794 begab er sich nach Westfrankreich, mit dem Ziel, das Gesetz über das Amalgam zur Geltung zu bringen. Seit März 1794 fanden in Frankreich Prozesse statt, in denen politische Gegner zusammen mit Dieben, Hehlern oder Mördern unter Anklage der Verschwörung gegen das französische Volk gestellt und verurteilt wurden. Dubois-Crancé lehnte diese sogenannten Amalgam-Prozesse ab. Er entfernte sich von den Politikern des Wohlfahrtsausschusses, näherte sich den Anhängern der Nachsichtigen und unterstützte den Umsturz vom 9. Thermidor II (27. Juli 1794).
Dubois-Crancé gehörte vom Oktober 1795 bis zum Mai 1797 dem Rat der Fünfhundert an und amtierte in den Jahren 1798/99 als Generalinspekteur der Rheinarmee. Vom 14. September 1799 bis zum Staatsstreich des 18. Brumaire VIII (9./10. November 1799), den er ablehnte, leitete Dubois-Crancé das Kriegsministerium. Seine oppositionelle Haltung gegen das Regime des Konsulats führte im März 1800 zu seiner Versetzung in den Ruhestand. Der überzeugte Republikaner Dubois-Crancé zog sich darauf aus dem öffentlichen Leben zurück.